# Kap Goldie
Das Kap Goldie ist ein Kap in der antarktischen Ross Dependency. An der Shackleton-Küste ragt es im Mündungsgebiet des Robb-Gletschers in das Ross-Schelfeis. 
Teilnehmern der Discovery-Expedition (1901–1904) unter der Leitung des britischen Polarforschers Robert Falcon Scott entdeckten es. Scott benannte es nach dem britischen Verwaltungsbeamten George Taubman Goldie (1846–1925), Mitglied des Komitees zur Festlegung des Forschungsumfangs der Expedition.